# Branches du wing chun
Les branches du wing chun désignent des traditions et interprétations différentes du wing chun, et les relations entre maîtres et élèves qui perpétuent ces traditions. Ces pratiquants se réclament tous d'un art martial se prononçant wing chun bien que pouvant s'écrire différemment.
Pour un article plus général, voir Wing chun.
S'il existe des différences dans la pratique et les techniques, entre les différentes branches et écoles, il demeure toujours une base identique de principes et techniques.
Il n'existe aucune organisation internationale contrôlant ou certifiant les lignées des différentes traditions, ou le contenu de l'enseignement dispensé. Les branches ci-dessous sont définies selon des publications détaillant les arbres des lignées (de maître à maître), sans classement particulier.

« Dans l'esprit du peuple chinois, le concept de généalogie joue un rôle important pour la consolidation d'une haute estime envers l'origine d'un style de kung-fu et sa ligne de succession. »

— Leung Ting